# Lech Wałęsa
Lech Wałęsa  ([ˈlɛx vaˈwɛ̃sa]ⓘ; sinh ngày 29 tháng 9 năm 1943) là một chính trị gia Ba Lan, một nhà hoạt động công đoàn và người hoạt động cho nhân quyền. Ông là người đồng sáng lập tổ chức Công đoàn Đoàn Kết (Solidarność), một công đoàn độc lập đầu tiên trong khối các nước cộng sản Đông Âu. Ông đã đoạt giải Nobel Hòa bình năm 1983, và làm tổng thống Ba Lan từ năm 1990 tới năm 1995.

## Tiểu sử
Wałęsa sinh tại Popowo, Ba Lan, ngày 29.9.1943, con của một thợ mộc. Ông học trường tiểu học và trường dạy nghề, sau đó vào làm việc trong xưởng đóng tàu Lenin ở Gdańsk (Stocznia Gdańska im. Lenina, nay là Stocznia Gdańska) như một kỹ thuật viên ngành điện, năm 1970. Năm 1969 ông kết hôn với Danuta Gołoś và cặp vợ chồng này có tám người con. Con trai của ông - Jarosław Wałęsa - là nghị sĩ trong Hạ nghị viện Ba Lan (Sejm). Lech Wałęsa là một người Công giáo sùng đạo, đã từng nói là "đức tin của ông đã luôn luôn giúp ông trong những lúc khó khăn khi hoạt động trong Công đoàn Đoàn Kết".

### Công đoàn Đoàn Kết
Ông là thành viên của ủy ban tổ chức đình công phản đối tại xưởng đóng tàu Gdańsk năm 1970.
Năm 1976, Wałęsa bị sa thải khỏi xưởng đóng tàu này.
Tháng 6 năm 1978 ông gia nhập phong trào "Công đoàn Tự do miền Duyên hải" (Wolne Związki Zawodowe Wybrzeża), một tổ chức bí mật bất hợp pháp do Bogdan Borusewicz, Andrzej Gwiazda, Krzysztof Wyszkowski, Lech Kaczyński, Anna Walentynowicz, Antoni Sokołowski, và một số người khác thành lập.
Ngày 14.8.1980, sau khi bắt đầu một cuộc đình công ở "Xưởng đóng tàu Lenin" tại Gdańsk, Wałęsa trở thành người lãnh đạo cuộc đình công này. Sau đó có các cuộc đình công tương tự tiếp theo cách tự phát, trước ở Gdańsk, sau lan ra khắp Ba Lan.
Tháng 9 cùng năm, chính phủ cộng sản Ba Lan ký một thỏa thuận với Ban điều hành phối hợp các cuộc đình công, cho phép việc tổ chức (đình công) hợp pháp, nhưng không do các công đoàn tự do hiện thời tổ chức. Ban điều hành phối hợp các cuộc đình công đã tự hợp pháp hóa vào Ủy ban phối hợp quốc gia của Công đoàn Đoàn kết (Solidarność) và Wałęsa được chọn làm chủ tịch Ủy ban này.
Wałęsa giữ chức vụ này tới ngày 13.12.1981 thì bị bắt. Tướng Wojciech Jaruzelski tuyên bố tình trạng thiết quân luật cùng ngày đó. Wałęsa bị bắt giam 11 tháng ở miền đông nam Ba Lan, gần biên giới Liên bang Xô Viết cho tới ngày 14.11.1982.
Năm 1983, ông xin trở lại xưởng đóng tàu Gdańsk như một thợ điện bình thường. Trong năm này, Wałęsa được thưởng giải Nobel Hòa bình. Ông không thể tự mình tới Na Uy nhận giải vì sợ chính phủ Ba Lan sẽ không cho ông trở về nước, do đó bà vợ Danuta Wałęsa, đã thay mặt ông để nhận giải.
Từ năm 1987 tới năm 1990 Wałęsa tổ chức và lãnh đạo "Ban chấp hành lâm thời Công đoàn Đoàn Kết", một cơ quan nửa bất hợp pháp. Năm 1988 Wałęsa tổ chức cuộc đình công ở xưởng đóng tàu Gdańsk, chỉ yêu cầu tái hợp pháp hóa "Công đoàn Đoàn Kết". Sau 80 ngày, chính phủ đồng ý thương lượng trong tháng 9. Wałęsa là nhà lãnh đạo không chính thức của bên không thuộc chính phủ trong cuộc đàm phán này. Rốt cuộc, chính phủ ký một thỏa hiệp tái thành lập Công đoàn Đoàn Kết và tổ chức cuộc bầu cử Nghị viện Ba Lan cách "nửa tự do" (half-free).
Năm 1989, Wałęsa tổ chức và lãnh đạo "Ban quyền công dân của Chủ tịch Công đoàn Đoàn Kết" (Citizenship Committee of the Chairman of Solidarity Trade Union). Về mặt chính thức, đó chỉ là một cơ quan cố vấn, nhưng về thực tế, đó là một loại đảng chính trị, đã thắng trong cuộc bầu cử năm 1989 (phe đối lập đoạt mọi ghế ở Hạ viện (Sejm) dành cho bầu tự do và hầu hết (chỉ trừ 1 ghế) ở thượng viện; theo các thỏa thuận của Hội nghị bàn tròn Ba Lan, chỉ các đảng viên của đảng Cộng sản và các đồng minh của họ mới có thể chiếm 64% số ghế còn lại của Hạ viện.

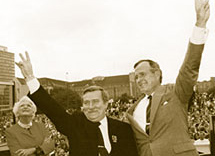
Tổng thống Hoa Kỳ George H. W. Bush (bên phải), Barbara Bush (bên trái) với Wałęsa (giữa) ở Warsaw, tháng 7 năm 1989.

Trong khi về mặt kỹ thuật, chính Chủ tịch Công đoàn Đoàn Kết thời bấy giờ, Wałęsa đã đóng vai trò then chốt trong chính trị Ba Lan. Vào cuối năm 1989, ông đã thuyết phục các nhà lãnh đạo từ các đảng đồng minh cũ của cộng sản để lập một chính phủ liên hiệp không cộng sản, một chính phủ không cộng sản đầu tiên trong khối Cộng sản chịu ảnh hưởng của Liên Xô. Sau thỏa hiệp này, nghị viện chọn Tadeusz Mazowiecki làm thủ tướng. Ba Lan, dù vẫn là một nước cộng sản trên lý thuyết, đã bắt đầu thay đổi nền kinh tế của mình sang nền kinh tế thị trường.
Wałęsa là công dân ngoại quốc duy nhất với tư cách tư nhân, đã đọc diễn văn trong cuộc họp lưỡng viện của Quốc hội Hoa Kỳ ngày 15.11.1989 . Ông cũng là người đầu tiên nhận Huy chương Tự do Philadelphia (Hoa Kỳ) ngày 4.7.1989 ở Philadelphia, Pennsylvania. Trong diễn văn nhận huy chương, ông nói: "Tự do không chỉ là một quyền, nhưng cũng là trách nhiệm và bổn phận chung của chúng ta."
Các tài liệu được đưa ra ánh sáng vào tháng 6 năm 2008 cho rằng Wałęsa đã là một cộng tác viên của Służba Bezpieczeństwa, công an mật vụ cộng sản (tajny współpracownik) với bí danh "Bolek", trước khi thành lập Công đoàn Đoàn Kết. Ông đã phủ nhận các lời cáo buộc đó và các lời đồn đại là vô căn cứ. Ngày 11.8.2000, tòa Thượng thẩm Warsaw, V Wydział Lustracyjny, đã tuyên bố rằng Chính sách hạn chế các người cộng sản tham dự chính quyền của Wałęsa (Lustration) là đúng, nghĩa là ông không hề cộng tác với chế độ cộng sản.

### Chức tổng thống và sau đó
Ngày 9.12.1990, Wałęsa thắng trong cuộc bầu cử tổng thống Ba Lan năm 1990 và trở thành tổng thống trong một nhiệm kỳ 5 năm. Trong nhiệm kỳ tổng thống này, ông đã khởi đầu cái gọi là "war at the top" (chiến tranh ở cấp cao), trên thực tế là sự thay đổi chính phủ hàng năm. Cách hành xử chức vụ tổng thống của ông đã bị đa số các đảng chính trị chỉ trích, và ông bị mất sự ủng hộ ban đầu của đa số quần chúng vào cuối năm 1995. Sau sự suy vi của nội các Jan Olszewski vào tháng 6 năm 1992, và tiếp theo sự tiết lộ một danh sách các người cộng tác bí mật (với cộng sản) do bộ trưởng Bộ Nội vụ Ba Lan Antoni Macierewicz đưa ra, Lech Wałęsa được cho là có liên quan tới việc truy tố bất hợp pháp và việc làm tan rã các đảng bảo thủ cùng các đảng cánh hữu độc lập của Ba Lan (gọi là Instruction UOP nr 0015/92 = Chỉ thị UOP số 0015/92).

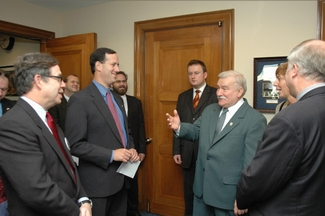
Wałęsa với cựu thượng nghị sĩ Mỹ Rick Santorum

Wałęsa đã thất cử trong cuộc bầu cử tổng thống Ba Lan năm 1995, do thua chưa tới 2% số phiếu, một lượng phiếu mà nhiều người cho rằng đáng lẽ ông có thể dễ dàng lật ngược thế cờ, nếu phát hiện sớm việc đối thủ của mình đã khai gian là có trình độc đại học – và sử dụng sự thiếu học vấn cao của Wałęsa để làm một vũ khí chính trị. Việc kêu gọi một cuộc bầu cử mới đã bị gạt bỏ.
Đầu thập niên 1990, Wałęsa đã đề nghị một "NATO-bis" như một khuôn khổ an ninh phân vùng. Khái niệm này, dù được cánh hữu cũng như các phong trào dân túy và các chính trị gia Ba Lan như Leszek Moczulski ủng hộ, được cả một chút ủng hộ từ nước ngoài như các láng giềng của Ba Lan, trong đó có vài nước (như Litva chẳng hạn) chỉ mới giành được độc lập, nhưng dễ có khuynh hướng hiểu ý niệm trên kia như là một thứ chủ nghĩa đế quốc.
Sau đó, ông cho biết là mình rút lui khỏi chính trị, tuy nhiên ông vẫn hoạt động, cố gắng để thành lập đảng chính trị riêng của mình. Năm 1997 Wałęsa ủng hộ và giúp tổ chức một đảng chính trị mới gọi là "Hành động Cử tri Đoàn kết" (Akcja Wyborcza Solidarność) và đảng này đã thắng trong cuộc bầu cử nghị viện. Tuy nhiên, sự ủng hộ của ông chỉ có ít ý nghĩa và Wałęsa chỉ giữ một cương vị rất thấp trong đảng này. Người lãnh đạo thực sự và là người tổ chức chính của đảng là nhà lãnh đạo mới của Công đoàn Đoàn Kết, Marian Krzaklewski.
Wałęsa lại ra ứng cử tổng thống trong cuộc bầu cử năm 2000, nhưng chỉ được 1% phiếu bầu. Nhiều người Ba Lan không hài lòng việc ông muốn tái chiếm quyền lực chính trị một lần nữa. Sau đó ông lại tuyên bố rút lui khỏi chính trị, và từ đây ông đi diễn thuyết về lịch sử và chính trị Trung Âu tại nhiều trường đại học nước ngoài. Dù không còn dấn thân vào chính trị, Wałęsa vẫn còn được công khai gọi là Tổng thống.
Ngày 10.5.2004, sân bay quốc tế Gdańsk đã chính thức đổi tên thành Sân bay Gdańsk Lech Wałęsa để tưởng niệm công dân Gdańsk nổi tiếng. Chữ ký của ông đã được lồng vào logo của sân bay. Một tháng sau, Wałęsa sang Mỹ, đại diện Ba Lan trong lễ tang quốc gia của tổng thống Ronald Reagan. Ngày 25.4.2007 Wałęsa đại diện chính phủ Ba Lan trong lễ tang của Boris Yeltsin, cựu tổng thống Liên bang Nga.
Năm 2001 Wałęsa được thưởng giải Pacem in Terris (giải Hòa bình trên Trái Đất), đặt theo tên tông thư năm 1963 của giáo hoàng Gioan XXIII kêu gọi mọi người thiện chí trên trái đất củng cố hoà bình giữa mọi dân tộc.
Năm 2002, Wałęsa đại diện châu Âu cầm cờ Olympic trong buổi lễ khai mạc Thế vận hội Mùa đông 2002 ở thành phố Salt Lake, cùng với tổng giám mục Desmond Tutu (châu Phi), John Glenn (châu Mỹ), Kazuyoshi Funaki (châu Á), Cathy Freeman (châu Đại Dương), Jean-Michel Cousteau (Môi trường), Jean-Claude Killy (Thể thao), và Steven Spielberg (Văn hóa).
Trong cuộc bầu cử tổng thống Ba Lan năm 2005, Wałęsa ủng hộ Donald Tusk, nói rằng Tusk là ứng cử viên tốt nhất. Đồng thời ông bày tỏ sự ủng hộ đảng Dân chủ (Democratic Party - demokraci.pl) mới lập trong cuộc ứng cử vào Nghị viện cùng năm.
Năm 2006, Wałęsa rời khỏi Công đoàn Đoàn Kết. Trong một bản tin của hãng thông tấn Associated Press, ông nói là có sự bất đồng ý về sự ủng hộ đảng "Luật và Công lý" (Law and Justice) của Công đoàn, và sự thăng quyền của Lech và Jarosław Kaczyński.
Ngày 11.10.2006 Wałęsa là diễn giả chính tại lễ phát động "International Human Solidarity Day". Ngày này, được cử hành vào 20 tháng 12, nhằm nâng cao sự nhận thức tầm quan trọng của việc đoàn kết để thúc đẩy sự phát triển quốc tế, đặc biệt là xóa bỏ tình trạng nghèo khổ. Trong Tuyên ngôn Thiên niên kỷ (Millennium Declaration), các người đứng đầu nhà nước và chính phủ đã nhận biết sự đoàn kết là một trong các "giá trị căn bản...thiết yếu cho các quan hệ quốc tế". Wałęsa đã được các thính giả vỗ tay nhiệt liệt hoan hô sau khi đọc một bài diễn văn cảm động về tác động của ngày nói trên trong tình nhân loại, và nay phong trào Công đoàn Đoàn Kết của ông đã kế tục nhận được sự ủng hộ từ nhân dân nhiều nước.
Tháng giêng năm 2007, Wałęsa nói chuyện tại diễn đàn "Towards a Global Forum on New Democracies" ở Đài Loan để ủng hộ dân chủ và hòa bình, cùng với các nhà lãnh đạo thế giới lỗi lạc khác và tổng thống Trần Thủy Biển của Đài Loan.
Ngày 30.5.2007, Wałęsa nhận danh hiệu "Người bảo vệ niềm tin" (Defensor Fide) của Hiệp hội Văn hóa Ý.
Ngày 27.2.2008 tại "Trung tâm Tim Mạch Methodist" ở Houston, Wałęsa đã được giải phẫu, luồn một ống nong (stent) vào tim để nới rộng một phần động mạch bị nghẽn và đặt một máy điều hòa nhịp tim (pacemaker).
Wałęsa xuất hiện trong một cuộc tập hợp đông ở Roma để đọc diễn văn và ủng hộ đảng Libertas trong cuộc bầu cử Nghị viện châu Âu năm 2009, mô tả đảng này và người sáng lập Declan Ganley là "một lực lượng cho điều tốt trên thế giới" (a force for good in the world). Wałęsa chấp nhận được trả tiền để đọc diễn văn, nhưng yêu cầu được ủng hộ đảng Civic Platform khi bày tỏ niềm hy vọng rằng các đảng viên của đảng này sẽ được bầu vào Nghị viện châu Âu.
Wałęsa là người kiên quyết chỉ trích việc phá thai. Ông nói rằng thà từ chối làm tổng thống 20 lần, còn hơn là phải ký một đạo luật cho phép phá thai trong nước mình.

## Các hoạt động khác
Wałęsa tiếp tục xuất hiện trên các phương tiện thông tin đại chúng, thường được yêu cầu bình luận về các biến cố hiện thời. Gần đây, ông cũng nói rằng mình quan tâm tới công nghệ thông tin, và thích dùng các phát triển mới trong lãnh vực này. Ông nói mình đã cài đặt vài computers của mình chung với nhau, xem chúng làm việc ra sao, và thường mang theo mình một smartphone, một palmtop và một laptop khi du hành. Đầu năm 2006, ông tiết lộ rằng mình là người sử dụng đã đăng ký của dịch vụ nhắn tin nhanh Gadu-Gadu của Ba Lan, và đã được dịch vụ này cấp một số đặc biệt - 1980. Số trước của ông là 5606334, và đã được công khai trên website của Viện Lech Wałęsa. Cuối năm đó, ông cũng cho biết mình sử dụng dịch vụ Skype, dưới tên mã lwprezydent2006.. Ngoài các phương tiện thông tin đại chúng trực tuyến, Wałęsa cũng đóng phim hư cấu về Công đoàn Đoàn kết, Người sắt (năm 1981) của đạo diễn Andrzej Wajda và đóng vai bản thân trong băng video nhạc "Man In The Mirror" của Michael Jackson. Cuối thập niên 1990 ông được hãng Gillette đề nghị trả 1.000.000 dollar Mỹ nếu cạo bộ ria đặc trưng của mình bằng dao cạo của hãng này để quảng cáo, nhưng ông đã từ chối. Nhưng vài năm sau đó, trước sự ngạc nhiên của công chúng, Wałęsa đã cạo bộ ria của mình trong thời gian ngắn 'chỉ để đùa vui'.

## Trong văn hóa bình dân
- Trong phim Strike của Volker Schlöndorff, một nhân vật dựa trên Wałęsa do một nam diễn viên Ba Lan đóng Andrzej Chyra. Vai này không hề ám chỉ tới Wałęsa, chỉ đơn giản là "Leszek" (dạng từ giản đơn của Lech).
- Wałęsa đóng vai chính mình trong phim đoạt giải Cành cọ vàng Người sắt của đạo diễn Andrzej Wajda.
- Hai bài hát châm biếm của Ba Lan, "Nie wierzcie elektrykom" (Đừng tin các anh thợ điện) của Big Cyc và "Wałęsa, gdzie moje 100 000 000" (Wałęsa, 100.000.000 của tôi ở đâu [złotych]?) của Kazik Staszewski là những bài rất ăn khách ở Ba Lan trong thập niên 1990.

## Bị cáo buộc cộng tác với công an mật vụ cộng sản
Từ khi chế độ cộng sản ở Ba Lan sụp đổ năm 1989 nhiều đồng nghiệp cũ và các đối thủ chính trị của ông (trong đó có Anna Walentynowicz, Andrzej Gwiazda và tổng thống Ba Lan hiện thời Lech Kaczynski) đã cáo buộc ông là người chỉ điểm bí mật của cơ quan công an mật vụ cộng sản Ba Lan - Służba Bezpieczeństwa trong đầu thập niên 1970 dưới bí danh "Bolek". Lời cáo buộc này, cùng các lời chứng và các tài liệu tương ứng đã được đưa ra trong phim tài liệu Nocna zmiana và Plusy dodatnie, plusy ujemne. Ba quyển sách về vụ này đã được xuất bản: Sprawa Lecha Wałęsy (2008), Lech Wałęsa. Idea i historia (2009) và SB a Lech Wałęsa. Przyczynek do biografii (2008).
Quyển chót, do các sử gia của "Viện quốc gia tưởng nhớ" (Institute of National Remembrance, IPN) viết, Sławomir Cenckiewicz và Piotr Gontarczyk, lấy tài liệu thực từ các phương tiện thông tin đại chúng, đã gây ra một cuộc tranh luận nóng bỏng khắp nước. Sách gồm các tài liệu cũng như các lời khai của các nhân chứng và chú trọng vào lịch sử của các tài liệu đã biến mất khỏi hồ sơ UB lưu trữ của Wałęsa trong đầu thập niên 1990, và Wałęsa đã 2 lần xem chúng trong thời gian làm tổng thống. Theo các tác giả trên, sau khi Wałęsa trả lại các hồ sơ (nói trên), thì thiếu mất vài tài liệu. Wałęsa xác nhận có xem các tài liệu trên, nhưng phủ nhận việc lấy chúng. Sách này được coi là gây tranh cãi rất nhiều. Một số  sử gia đã chỉ trích sách này dựa trên cơ sở là bằng chứng đưa ra không rõ ràng. Một số người khác cáo buộc sách đó đã bôi nhọ danh tiếng của một anh hùng.
Giận điên lên về việc tái xuất hiện các lời cáo buộc, trong tháng 3/2009 Wałęsa loan báo sẽ không tham dự các buổi lễ tưởng niệm 20 năm ngày chủ nghĩa cộng sản sụp đổ (ở Ba Lan), và nếu các lời cáo buộc vẫn tiếp tục, thì trước hết ông sẽ trả lại mọi huân chương và sẽ hoàn toàn rời khỏi Ba Lan.

## Giải thưởng và Vinh danh
Ngoài giải Nobel Hòa bình (1983) , Wałęsa cũng được nhận 33 giải thưởng quốc tế khác , các bằng tiến sĩ danh dự từ nhiều trường đại học ở Hoa Kỳ và châu Âu. Được mang tên "Nhân vật trong năm" của Tạp chí Time năm 1981; tạp chí The Financial Times, 1980; The Observer, 1980 , 2009; Legion of Liberty (IPEA).
- Giải Lời nói tự do 1982
- Huân chương Tự do của Tổng thống, 1989
- Huy chương Tự do Philadelphia, 1989
- Giải thưởng Tự do, 1989
- Huân chương Đại Thập tự Order of the Bath, 1991
- Huân chương Đại Thập tự Bắc đẩu bội tinh, 1991
- Grand Order of Merit, Ý, 1991
- Cavaliere di Gran Corce decorato di Gran Cordone, Ý 1991
- Công dân danh dự thành phố Luân Đôn, 1991
- Grand Sash of Order of Leopold, 1991
- Order of H.H. giáo hoàng Pius XII
- Order of Merit of Federal Republic of Germany
- Order al Merito of Republic of Chile
- National Order of the Southern Cross, Brasil
- Grand Cross of the Order of the Cross of Terra Mariana của Estonia
- Medal of Independence của Cộng hòa Thổ Nhĩ Kỳ
- Military Order of St. James with Swords, Bồ Đào Nha
- Order of Henry của Bồ Đào Nha
- Order of Korea (Huân chương của Hàn Quốc)
- Order of the Netherlands Lion của Hà Lan
- Huy chương của Cộng hòa Uruguay
- Huy chương UNESCO
- Commander Grand Cross of the Order of the White Rose, Phần Lan, 1993
- Knight of the Swedish Order of the Seraphim, 1993
- Knight of the Danish Order of the Elephant, 1993
- Grand Cross of Order of Merit, Cộng hòa Hungary, 1994
- Knight Grand Cross of the Royal Norwegian Order of St. Olav, 1995
- Grand Cross Knight of the Order of Polonia Restituta, 1992 (mặc nhiên)
- Knight of Order of White Eagle, Ba Lan, 1992 (mặc nhiên)
- Freedom Medal of National Endowment for Democracy, Washington, 1999
- International Freedom Award, Memphis, 1999
- Grand Cross of the Order of the White Lion, Cộng hòa Séc, 1999
- Giải Pacem in Terris (2001)
- One of A Different View's 15 Champions of World Democracy, 2008
- Legion Of Liberty (2009)

## Tiến sĩ danh dự
Lech Wałęsa có 35 bằng tiến sĩ danh dự từ các trường đại học khắp thế giới, trong đó có:
- Alliance College, Pennsylvania - 1981
- Đại học Columbia - 1981
- Đại học Công giáo, Louvain - 1981
- MacMurray College, Illinois - 1982
- Đại học Notre Dame - 1982
- Providence College - 1981
- Đại học St. Senis, Paris - 1982
- Đại học Seton Hall - 1982
- Đại học Paris - 1983
- Đại học Harvard - 1983
- Đại học Fordham - 1984
- Đại học Dundee, Scotland - 1984
- Đại học McMaster, Hamilton, Ontario, Canada - 1989
- Đại học Simon Fraser, Burnaby, Canada - 1989
- Đại học Gdansk - 1990
- Đại học Copernicus, Torun, Ba Lan - 1990
- Đại học bang Connecticut - 1996
- Universidad Anahuac del Sur, Mexico City - 1996
- Universidad del San Salvador, Buenos Aires - 1997
- Universidad de Mendoza, Mendoza - 1997
- Korea University (giáo sư danh dự)
- Seul - 1997
- Đại học Meiji, Tokyo - 1997
- Westminster College, Fulton, Missouri - 1998
- Đại học Lynn, Miami - 1998
- Đại học Gannon, Erie, Pennsylvania - 1999
- University of Hawaii, Manoa/Honolulu - 1999
- Lewis and Clark College, Portland, Oregon
- Middlebury College, Vermont - 2000
- Đại học Oregon - 2001
- Pontificia Universidad Católica Madre y Maestra, Santiago de los Caballeros, Cộng hòa Dominicana - 2001
- Đại học thánh Ambrose, Davenport, Iowa - 2001
- Ramapo College of New Jersey, Mahwah, NJ - 2001
- Đại học North Carolina tại Charlotte, NC - 2002.
- Université du Québec à Trois-Rivières, Canada - 2005